# Дембовець (Нижньосілезьке воєводство)
Дембовець (пол. Dębowiec) — село в Польщі, у гміні Зембіце Зомбковицького повіту Нижньосілезького воєводства.
Населення — 277 осіб (2011).
У 1975-1998 роках село належало до Валбжиського воєводства.

## Демографія
Демографічна структура станом на 31 березня 2011 року:
|          | Загалом | Допрацездатний вік | Працездатний вік | Постпрацездатний вік |
| -------- | ------- | ------------------ | ---------------- | -------------------- |
| Чоловіки | 143     | 36                 | 92               | 15                   |
| Жінки    | 134     | 23                 | 84               | 27                   |
| Разом    | 277     | 59                 | 176              | 42                   |